# Anarhichas minor
El pez lobo manchado (Anarhichas minor) es un pez marino de la familia Anarhichadidae. Otros nombres comunes incluyen pez leopado y pez gato manchado. Está clasificado como especie amenazada, en riesgo de extinción.
Se puede encontrar en el Océano Atlántico Norte desde las costas de Rusia y la península escandinava hasta Nueva Escocia en Canadá. La población declinó aproximadamente un 90% entre los años 1970 y 1990, particularmente en la parte norte de su área de distribución.

## Descripción general
Tienen prominentes dientes caninos al frente de ambas mandíbulas; una cabeza pesada con un hocico redondeado; ojos pequeños y un largo cuerpo sin aletas pélvicas; una aleta dorsal larga que extiende a la base de caudal; espinas flexibles; una pequeña aleta caudal; aletas pectorales redondeadas; musculatura firme; variable de colores verde pálido a profundo marrón con partes superiores más oscuras. Su longitud máxima es de 1.8 m y su peso, 23 kg.

## Estado de conservación
Esta especie ha sido identificada como "amenazada" por el Comité en el Estado de la Fauna y flora en peligro de Canadá (COSEWIC). Según la valoración de 2001 del COSEWIC, no ha sido catalogado internacionalmente con un determinado grado de protección. Por lo que no está dentro de la Lista Roja de la IUCN.

## Distribución
El pez lobo manchado vive en el Océano Ártico y en ambos lados del Océano Atlántico norte de Labrador al Mar de Barents. Su límite del norte en Canadá es la Bahía de Baffin, a pesar de que su presencia es rara ahí. En el lado oriental del Atlántico norte, se puede encontrar en Groenlandia, Islandia y la costa escandinava.

## Hábitat e historia de vida
Esta especie vive en alta mar, en aguas frías, profundas, normalmente por debajo de los 5 °C y entre 50@–800 m. Prefieren una arena tosca con áreas pedregosas cercanas para construir sus refugios-nido. La puesta de huevos ocurre del verano hasta el otoño. Unos 54.600 huevos grandes (hasta 6 mm) son puestos en el agua profunda en grupos en el piso de mar, y es guardado principalmente por machos. Puede vivir hasta 21 años. La especie no forma migraciones.

## Dieta
La dieta de este pez consiste principalmente en invertebrados con concha encontrados en el fondo, como crustáceos y moluscos. Equinodermos, gusanos de tubo, algas y otros peces.

## Amenazas
La sobrepesca y las redes de arrastre son su mayor amenaza.

## Especie similar
El pez lobo manchado puede ser distinguido del Pez lobo del Atlántico (Un. lupus), que vive en un área de distribución similar, pero éstos viven algo más al sur y son más numerosos.